# Gonatium arimaense
Gonatium arimaense là một loài nhện trong họ Linyphiidae.
Loài này thuộc chi Gonatium. Gonatium arimaense được Ryoji Oi miêu tả năm 1960.